# Campionato nordamericano femminile di pallavolo 1999
Il XVI campionato nordamericano femminile di pallavolo si è svolto dal 21 al 26 settembre 1999 a Monterrey, in Messico.  Al torneo hanno partecipato 8 squadre nazionali nordamericane e la vittoria finale è andata per la dodicesima volta, l'ottava consecutiva, a Cuba.

## Gironi
| Girone A                               | Girone B                                |
| -------------------------------------- | --------------------------------------- |
| Costa Rica Cuba Porto Rico Stati Uniti | Barbados Canada Rep. Dominicana Messico |

## Fase finale

### Finali 1º - 3º posto
|  | Quarti      | Quarti          |             |                 | Semifinale         | Semifinale         |  |  | Finale 1º/2º posto | Finale 1º/2º posto |
|  |             |                 |             |                 |                    |                    |  |  |                    |                    |
|  |             |                 |             |                 |                    |                    |  |  |                    |                    |
|  |             |                 |             |                 |                    |                    |  |  |                    |                    |
|  | Stati Uniti | 3               |             |                 |                    |                    |  |  |                    |                    |
|  | Stati Uniti | 3               |             |                 |                    |                    |  |  |                    |                    |
|  | Messico     | 0               |             |                 |                    |                    |  |  |                    |                    |
|  | Messico     | 0               | Stati Uniti | 3               |                    |                    |  |  |                    |                    |
|  |             |                 | Stati Uniti | 3               |                    |                    |  |  |                    |                    |
|  |             | Rep. Dominicana | 0           |                 |                    |                    |  |  |                    |                    |
|  | -           | Rep. Dominicana | 0           | -               |                    |                    |  |  |                    |                    |
|  | -           |                 |             | -               |                    |                    |  |  |                    |                    |
|  | -           | -               |             |                 |                    |                    |  |  |                    |                    |
|  | -           | -               | Cuba        | 3               |                    |                    |  |  |                    |                    |
|  |             |                 | Cuba        | 3               |                    |                    |  |  |                    |                    |
|  |             | Stati Uniti     | 0           |                 |                    |                    |  |  |                    |                    |
|  | Canada      | Stati Uniti     | 0           | 3               |                    |                    |  |  |                    |                    |
|  | Canada      |                 |             | 3               |                    |                    |  |  |                    |                    |
|  | Porto Rico  | 1               |             |                 |                    |                    |  |  |                    |                    |
|  | Porto Rico  | 1               | Cuba        | 3               | Finale 3º/4º posto | Finale 3º/4º posto |  |  |                    |                    |
|  |             |                 | Cuba        | 3               | Finale 3º/4º posto | Finale 3º/4º posto |  |  |                    |                    |
|  |             | Canada          | 0           |                 |                    |                    |  |  |                    |                    |
|  | -           | Canada          | 0           | -               | Canada             | 3                  |  |  |                    |                    |
|  | -           |                 |             | -               | Canada             | 3                  |  |  |                    |                    |
|  | -           | -               |             | Rep. Dominicana | 1                  |                    |  |  |                    |                    |
|  | -           | -               |             |                 | 1                  |                    |  |  |                    |                    |
|  |             |                 |             |                 |                    |                    |  |  |                    |                    |
|  |             |                 |             |                 |                    |                    |  |  |                    |                    |

## Classifica finale
| Classifica | Squadre         |
| ---------- | --------------- |
|            | Cuba            |
|            | Stati Uniti     |
|            | Canada          |
| 4          | Rep. Dominicana |
| 5          | Porto Rico      |
| 6          | Messico         |
| 7          | Costa Rica      |
| 8          | Barbados        |